# Сейфеддін Джазірі
Сейфеддін Джазірі (фр. Seifeddine Jaziri, араб. سيف الدين الجزيري, нар. 12 лютого 1993, Туніс) — туніський футболіст, нападник клубу «Замалек» та збірної Тунісу.

## Клубна кар'єра
Вихованець команди «Клуб Африкен». У дорослому футболі дебютував 2011 року виступами за основну команду клубу, з якою у сезоні 2014/15 став чемпіоном Тунісу, втім оновним гравцем не був і здавався в оренду до інших місцевих команд «Хаммам-Ліф» та «Бен Кардан».
У сезоні 2017/18 виступав за єгипетський клуб «Танта», за який забив 7 голів у 28 іграх чемпіонату, але цього не вистачило для порятунку команди від вильоту з вищого дивізіону, після чого Джазірі повернувся на батьківщину і до кінця року виступав за «Стад Габесьєн».
На початку 2019 року тунісець знову відправився до Єгипту, ставши цього разу гравцем «Ель-Мокаволуна», де провів наступні два роки, після чого у січні 2021 року був відданий в оренду іншому місцевому клубу «Замалек». Після того як тунісець допоміг команді виграти чемпіонат Єгипту 2020/21, клуб підписав з Джазірі повноцінну угоду.

## Виступи за збірну
18 січня 2016 року дебютував в офіційних матчах у складі національної збірної Тунісу в грі чемпіонату африканських націй 2016 року проти Гвінеї (2:2), після чого тривалий час за збірну не грав, повернувшись до неї лише 2020 року.
У складі збірної був учасником Кубка африканських націй 2021 року в Камеруні, де у матчі з Мавританією (4:0) забив гол.
Наразі провів у формі головної команди країни 20 матчів.

## Досягнення
- Чемпіон Тунісу: 2014/15
- Чемпіон Єгипту: 2020/21